# Bengt Gregersson (Lillie)
Bengt Gregersson (Lillie) var en svensk riddare och riksråd.

## Biografi
Bengt var son till Greger Matsson (Lillie) och Ramborg Gustafsdotter. Han var väpnare och blev senast 1485 riksråd. År 1497 blev han dessutom riddare. Han avled någon gång mellan 1499 och 12 mars 1501.

### Egendom
Han ägde gårdarna Tyresö i Tyresö socken och Lagnö säteri i Aspö socken. Bengt hade Frösåkers härad i förläning.

### Familj
Bengt var gift med Märta Arentsdotter, dotter till riksrådet Arent Bengtsson (Ulv) och Hebbla Albrektsdotter Bydelsbach. De fick tillsammans barnen Gotskalk, Anna och Brita. Anna Bengtsdotter var gift först med hövitsmannen Erik Ryning, därefter ståthållaren Gudmund Pedersson (Slatte). Brita Bengtsdotter var gift först med riksrådet Bengt Gylta, därefter riksrådet Ture Eriksson (Bielke).